# J.Y. Park
Park Jin-young (em coreano: 박진영; 13 de dezembro de 1971), também conhecido como J.Y. Park ou JYP, é um cantor e  compositor sul-coreano. Park chegou ao estrelato como cantor após o lançamento de seu álbum de estreia em 1994, Blue City. Em 1997, ele se tornou o fundador e co-CEO da JYP Entertainment, uma das agências de entretenimento mais rentáveis da Coreia do Sul. Como chefe da JYP Entertainment, Park desenvolveu e gerenciou artistas do  K-pop de grande sucesso como Rain, Wonder Girls, 2PM, Miss A, Got7, Day6, Twice, Stray Kids e Itzy, assim como o grupo  de Mandopop Boy Story e o grupo de J-pop NiziU.

## Biografia
Park nasceu em Seul. Seu pai era um correspondente de notícias baseado nos EUA. Aos 9 anos, Park se mudou com sua mãe para Nova Iorque após a transferência de seu pai. Eles viveram lá por três anos antes de Park voltar à Coreia do Sul para o ensino médio. Mais tarde, ele frequentou a Universidade Yonsei, durante o qual ele lançou seus primeiros dois álbuns. Ele se formou em geologia em 1996. Ele tem uma irmã mais velha.

## Carreira
A carreira de Park na indústria musical coreana começou em 1994 quando ele debutou como um artista solo com a canção "Don't Leave Me" (날 떠나지마) do seu álbum de debut Blue City. Em 1997, ele fundou sua gravadora e agência JYP Entertainment, então conhecido como Tae-Hong Planning Corp. No mesmo ano, ele foi encarregado pela EBM (hoje SidusHQ) de preparar os membros de seu grupo projeto para o debut; o grupo de cinco foi eventualmente chamado de g.o.d e debutou dois anos depois. O sucesso de g.o.d como um dos grupos mais populares e mais vendidos do país no começo dos anos 2000 consolidaria ainda mais a reputação de Park como criador de sucessos.
Em 2004, Park se arriscou na indústria musical estadunidense, se tornando o primeiro produtor asiático passar para os EUA, produzindo música para Will Smith, Mase e Cassie.
Em Maio de 2008, Park colaborou com Jackie Chan para formar o I Love Asia Project, impulsionada pelo Sismo de Sujuão de 2008. Park produziu a canção "Smile Again" com Chan e o diretor coreano Kang Je-gyu para arrecadar fundos para prestação de socorro em Sujuão. A canção contou com uma série de estrelas coreanas, incluindo atores e cantores assim como a patinadora Kim Yuna. O vídeo musical foi lançado no canal de Youtube da JYP Entertainment no dia 30 de junho.
Em Outubro de 2009, Park se tornou o primeiro compositor coreano, juntamente com RAINSTONE, a alcançar o Billboard Hot 100 com o hit de Wonder Girls, "Nobody" que estreou como nº 76.
No dia 3 de dezembro de 2009, Park lançou seu single "No Love No More." No dia 22 de abril de 2011, Park colaborou com Gain do Brown Eyed Girls, lançando o dueto "Someone Else". A canção ficou em segundo lugar no Gaon Digital Chart e vendeu mais de um milhão de cópias. Esse foi seu primeiro lançamento em cerca de dois anos. Park seguiu seu sucesso com "Someone Else" lançando o single "You're the One" no dia 28 de abril de 2012. A canção alcançou o terceiro lugar e vendeu mais de 1,5 milhão de cópias.
Em 2015, Park lançou a canção "Who's Your Mama?" com participação da Jessi. A canção se tornou um sucesso, subistituindo as colegas de gravadora Miss A do primeiro lugar nos charts coreanos. Mais tarde nesse ano, ele participou do Infinite Challenge Yeongdong Expressway Music Festival, formando a dupla Dancing Genome com o comediante Yoo Jae-suk e lançando a canção "I'm So Sexy".
Em 2016, Park lançou um single de nome 'Still Alive'. Durante o mesmo período, ele apareceu no especial 'Conan in Korea' de Conan O'Brien, gravando uma canção com Conan O'Brien, Steven Yeun e  Park Jimin intitulada 'Fire', com as colegas de gravadora Wonder Girls e Twice aparecendo no vídeo musical. A canção foi lançada no canal de YouTube do Conan O'Brien no dia 9 de abril. Park também apareceu no programa de variedades coreano Sister's Slam Dunk em 2016, produzindo o single do elenco, intitulado 'Shut Up'. A canção inesperadamente alcançou a primeira colocação simultaneamente em todas paradas de música sul-coreanas online em tempo real após o lançamento. No dia 22 de setembro de 2016, foi relatado que Park produziria a faixa título do grupo feminino I.O.I para o último álbum antes de seu disband. A canção, intitulada "Very Very Very" foi lançada no dia 16 de outubro de 2016. Ela alcançou sucesso comercial em seu lançamento,  alcançando a primeira colocação simultaneamente em todas paradas de música sul-coreanas e ficando no topo do Gaon Digital Chart. Em 2019, Park lançou uma canção chamada 'Fever' com participação de Superbee e BIBI.
No dia 11 de agosto de 2020, Park lançou sua autobiografia, Live for What?. Um dia depois, Park lançou um novo single, "When We Disco", que é um dueto com Sunmi. Essa foi sua primeira colaboração com Sunmi desde sua saída da JYP Entertainment e do Wonder Girls. O single acançou o terceiro lugar no Gaon Digital Chart, se tornando sua sexta canção a atingir o Top 10 no chart.
No dia 26 de abril de 2021, foi relatado que Park e Psy, o fundador da P Nation, vão colaborar pra formação de um novo grupo masculino cada por meio do programa Loud, que estreará no dia 5 de junho de 2021 na SBS.

### Atuação
No começo de 2011, JYP fes seu debut como ator no drama Dream High, pelo qual recebeu uma indicação de Novo Ator do Ano no  Baeksang Arts Awards. Em Janeiro de 2012, ele foi visto na sequência de Dream high chamado Dream High 2.
Em 2011, Park fez seu debut no cimena como Choi Young In, um homem com a missão de entregar em mãos 5 milhões de dólares, em Five Million Dollar Man com Jo Sung-ha e Min Hyo-rin. O filme foi lançado no dia 19 de julho de 2012.

## Ação judicial
No dia 10 de fevereiro de 2011, o compositor Kim Sin-il entrou com um processo contra Park, alegando que "Someday", cantado por IU e composto por Park, plagiava a canção de Kim, "To My Man". Kim alegou que o começo das duas canções, incluindo os acordes de jazz, são quase idênticos e processou Park por 110 milhões de wones. Park negou as acusações e nenhum acordo foi alcançado mesmo depois de várias audiências no tribunal. No dia 10 de fevereiro de 2012, o Tribunal Distrital Central de Seul decidiu que "Someday" plagiava a canção de Kim e ordenou Park a pagar 21,67 milhões de wones em danos a Kim. Park entrou com apelação contra a decisão, mas, no dia 24 de janeiro de 2013, o Tribunal Superior de Seul decidiu novamente contra Park e o ordenou a pagar 56,93 milhões de wones para Kim. Em 2015, a Suprema Corte anulou as decisões anteriores em vista de novas evidências demonstrando que a melodia e progressões de acordes eram muito comuns, especificamente citando a canção "Hosanna" de 2002 de Kirk Franklin.

## Vida pessoal
Em 1999, Park Jin-young se casou com Seo Yoon-jeong. Em Março de 2009, o casal anunciou o seu divórcio. No dia 10 de outubro de 2013, ele se casou com uma mulher nove anos mais nova do que ele. No dia 25 de janeiro de 2019, sua filha nasceu, e Park escreveu "This Small Hand" para ela e seu pai, com um videoclipe estilo documentário lançado em 9 de fevereiro. No videoclipe, foi revelado que seu pai estava em estágio final da doença de Alzheimer e não podia mais reconhecê-lo. Todo o rendimento da canção foi direcionado à Green Umbrella Foundation (ChildFund Korea) para ajudar crianças necessitadas.
Park é um cristão nascido de novo e lidera práticas bíblicas semanais. Park recorreu a várias religiões para preencher o "vazio em [seu] coração" após seu divórcio antes de encontrar sua fé no cristianismo.

## Discografia

### Álbuns de estúdio
| Títulos                              | Detalhes | Posições nas paradas | Vendas          |
| Títulos                              | Detalhes | KOR                  | Vendas          |
| ------------------------------------ | --- | -------------------- | --------------- |
| Blue City                            | - Lançamento: 1 de setembro de 1994 - Gravadora: Orange Popular, Cheil Communications - Formatos: CD, cassette | —                    | —               |
| Tantara (딴따라)                     | - Lançamento: 1 de setembro de 1995 - Gravadora: Orange Popular, Cheil Communications - Formatos: CD, cassette | —                    | —               |
| Summer Jingle Bell                   | - Lançamento: 1 de setembro de 1996 - Gravadora: Orange Popular, Samsung Music - Formatos: CD, cassette        | —                    | —               |
| Even After 10 Years (십년이 지나도)  | - Lançamento: 2 de janeiro de 1998 - Gravadora: Orange Popular, Samsung Music - Formatos: CD, cassette         | —                    | —               |
| Kiss Me                              | - Lançamento: 23 de dezembro de 1998 - Gravadora: Orange Popular, Samsung Music - Formatos: CD, cassette       | 3                    | - KOR: 266,327+ |
| Game                                 | - Lançamento: 7 de junho de 2001 - Gravadora: JYP Entertainment, Daeyoung AV - Formatos: CD, cassette          | 2                    | - KOR: 383,200+ |
| Back To Stage                        | - Lançamento: 16 de novembro de 2007 - Gravadora: JYP Entertainment, Seoul Records - Formatos: CD              | 6                    | - KOR: 34,571+  |
| Dados não disponíveis antes de 1999. | |                      |                 |

### Álbuns de compilação
| Título         | Detalhes                                                                                         | Posições nas paradas | Vendas        |
| Título         | Detalhes                                                                                         | JPN                  | Vendas        |
| -------------- | ------------------------------------------------------------------------------------------------ | -------------------- | ------------- |
| J.Y. Park Best | - Lançamento: 7 de outubro 2020 - Gravadora: Epic Records Japan - Formatos: CD, Download digital | 11                   | - JPN: 10,186 |

### Extended plays
| Título   | Detalhes | Posições nas paradas | Vendas        |
| Título   | Detalhes | KOR                  | Vendas        |
| -------- | --- | -------------------- | ------------- |
| Spring   | - Lançamento: 29 de abril de 2012 - Gravadora: JYP Entertainment, KMP Holdings - Formatos: CD, download digital | 13                   | - KOR: 1,618+ |
| Halftime | - Lançamento: 9 de setembro de 2013 - Gravadora: JYP Entertainment, KT Music - Formatos: CD, digital download   | 15                   | - KOR: 2,022+ |

### Álbuns de single
| Título      | Detalhes | Posições nas paradas | Vendas |
| Título      | Detalhes | KOR                  | Vendas |
| ----------- | --- | -------------------- | ------ |
| Sad Freedom | - Lançamento: 1 de dezembro de 2009 - Gravadora: JYP Entertainment, LOEN Entertainment - Formatos: CD, digital download | 63                   | —      |

### Singles
| Título                                                                                  | Ano  | Posições nas paradas | Posições nas paradas | Posições nas paradas | Vendas (DL)       | Álbum                                                   |
| Título                                                                                  | Ano  | KOR                  | KOR Hot              | US World             | Vendas (DL)       | Álbum                                                   |
| --------------------------------------------------------------------------------------- | ---- | -------------------- | -------------------- | -------------------- | ----------------- | ------------------------------------------------------- |
| "No Love No More"                                                                       | 2009 | 25                   | —                    | —                    | —                 | Sad Freedom                                             |
| "Someone Else" (com Gain)                                                               | 2012 | 2                    | 4                    | —                    | - KOR: 1,155,614+ | Spring                                                  |
| "You're the One"                                                                        | 2012 | 3                    | 5                    | —                    | - KOR: 1,500,929+ | Spring                                                  |
| "Movie Star"                                                                            | 2012 | 94                   | —                    | —                    | - KOR: 49,605+    | Singles sem álbum                                       |
| "Classic" (com Taecyeon, Wooyoung, Suzy)                                                | 2012 | 58                   | 66                   | —                    | - KOR: 60,635+    | Singles sem álbum                                       |
| "Had Enough Parties"                                                                    | 2013 | 9                    | 15                   | —                    | - KOR: 223,735+   | Halftime                                                |
| "Who's Your Mama?" (feat. Jessi)                                                        | 2015 | 1                    | —                    | 12                   | - KOR: 1,160,311+ | J.Y. Park Best                                          |
| "I'm So Sexy" (com Yoo Jae-suk)                                                         | 2015 | 5                    | —                    | —                    | - KOR: 962,555+   | Infinite Challenge: Yeongdong Expressway Music Festival |
| "All I Need" (feat. P-Type)                                                             | 2015 | —                    | —                    | —                    | —                 | Single sem álbum                                        |
| "Still Alive"                                                                           | 2016 | 23                   | —                    | —                    | - KOR: 143,047+   | J.Y. Park Best                                          |
| "Regrets" (com Heize)                                                                   | 2017 | 19                   | 58                   | —                    | - KOR: 55,148+    | Blue & Red                                              |
| "This Small Hand" (꽉 잡은 이 손)                                                       | 2019 | —                    | —                    | —                    | —                 | J.Y. Park Best                                          |
| "Fever" (feat. Superbee, BIBI)                                                          | 2019 | 30                   | 11                   | —                    | —                 | J.Y. Park Best                                          |
| "When We Disco" (com Sunmi)                                                             | 2020 | 3                    | 2                    | 22                   | —                 | J.Y. Park Best                                          |
| "Switch to Me" (com Rain)                                                               | 2020 | 15                   | 8                    | —                    | —                 | Pieces by Rain                                          |
| "—" mostra lançamentos que não entraram nas paradas ou não foram lançados nessa região. |      |                      |                      |                      |                   |                                                         |

### Aparição em trilhas sonoras
| Título                                                                                  | Ano  | Peak chart positions | Vendas (DL)     | àlbum                            |
| Título                                                                                  | Ano  | KOR                  | Vendas (DL)     | àlbum                            |
| --------------------------------------------------------------------------------------- | ---- | -------------------- | --------------- | -------------------------------- |
| "Because I love you" (사랑하기 때문에)                                                  | 2010 | —                    | —               | MBC Music Tour Lalala Live Vol.9 |
| "If" (못 잊은 거죠)                                                                     | 2011 | 3                    | —               | Dream High OST Part 5            |
| "Falling"                                                                               | 2012 | 14                   | - KOR: 542,471+ | Dream High 2 OST Part 1          |
| "—" mostra lançamentos que não entraram nas paradas ou não foram lançados nessa região. |      |                      |                 |                                  |

## Filmografia

### Filmes
| Ano  | Título                   | Papel         | Notas                 |
| ---- | ------------------------ | ------------- | --------------------- |
| 2012 | The Wonder Girls Movie   | Ele mesmo     | Coadjuvante           |
| 2012 | A Millionaire on the Run | Choi Young-in | Papel principal       |
| 2013 | Queen of the Night       | Chaveiro      | Participação especial |

### Séries de Televisão
| Ano  | Título        | Papel        | Rede de TV    | Notas                                |
| ---- | ------------- | ------------ | ------------- | ------------------------------------ |
| 2011 | Dream High    | Yang Jin-man | KBS2          | Coadjuvante                          |
| 2012 | Dream High 2  | Yang Jin-man | KBS2          | Coadjuvante                          |
| 2015 | Dream Knight  | The Moon     | Naver TV Cast | Participação especial                |
| 2015 | The Producers | Ele mesmo    | KBS2          | Participação especial, episódios 3-4 |

### Programas de variedade e reality shows
| Ano       | Título                 | Tede de TV | Notas                                                                      |
| --------- | ---------------------- | ---------- | -------------------------------------------------------------------------- |
| 2011-2012 | K-pop Star Temporada 1 | SBS        | Júri da JYP Entertainment                                                  |
| 2012-2013 | K-pop Star Temporada 2 | SBS        | Júri da JYP Entertainment                                                  |
| 2013-2014 | K-pop Star Temporada 3 | SBS        | Júri da JYP Entertainment                                                  |
| 2014-2015 | K-pop Star Temporada 4 | SBS        | Júri da JYP Entertainment                                                  |
| 2015      | Sixteen                | Mnet       | Jurado                                                                     |
| 2015-2016 | K-pop Star Temporada 5 | SBS        | Júri da JYP Entertainment                                                  |
| 2016-2017 | K-pop Star Temporada 6 | SBS        | Júri da JYP Entertainment                                                  |
| 2017      | Party People           | SBS        | Apresentador                                                               |
| 2017      | Stray Kids             | Mnet       | Júri da JYP Entertainment                                                  |
| 2019      | Super Intern           | Mnet       | CEO, Apresentador, contratação de nova equipe no departamento de marketing |
| 2020      | Nizi Project           | Hulu Japan | Jurado                                                                     |
| 2021      | Loud                   | SBS        | Jurado da JYP Entertainment                                                |

## Prêmios
- 2001: 3º M.net Korean Music Festival: Melhor Performance R&B por "I Have A Girlfriend"[71]
- 2009: 11º Mnet Asian Music Awards: Melhor Compositor Asiático por Nobody[72]
- 2012: Mnet 20's Choice Awards: 20's Do Don't[73]
- 2015: 17º Mnet Asian Music Awards: Melhor Artista Masculino e Melhor Produtor[74]
- 2016: Golden Disk Awards: Digital Bonsang[75]

### Honras de estado
| País          | Ano  | Honra                | Ref.   |
| ------------- | ---- | -------------------- | ------ |
| Coreia do Sul | 2011 | Comenda Presidencial | [ 79 ] |

### Listicles
| Puclicador | Ano  | Listicle              | Colocação | Ref.   |
| ---------- | ---- | --------------------- | --------- | ------ |
| Forbes     | 2021 | Korea Power Celebrity | 28º       | [ 80 ] |